# Glauco (figlio di Minosse)
Glauco (in greco antico: Γλαῦκος?, Glàukos) è un personaggio della mitologia greca, figlio di Minosse re di Creta e di Pasifae.

## Glauco e Polido
Ancora bambino rincorrendo una palla o un topo, cadde in un pithos di miele e morì. Minosse consultò un oracolo (dei Cureti o di Apollo). Questo propose un enigma e disse che la persona che fosse stata in grado di risolverlo, avrebbe ritrovato Glauco. 

Polido lo trovò morto e Minosse lo obbligò a resuscitarlo, chiudendolo dentro un antro con il cadavere del piccolo.
In quel mentre Poliido scorse un serpente che si stava approssimando al cadavere di Glauco e lo uccise. Un secondo serpente, visto il suo simile morto, si dileguò tornando poco dopo con dell'erba che cosparse sul corpo del rettile che dopo alcuni sussulti, si rianimò. Alla vista di questa scena Poliido prese quell'erba e la applicò sul corpo del bambino, che di lì a poco riprese a vivere. Minosse - non contento - volle che Poliido insegnasse a Glauco l'arte mantica, compito al quale il saggio adempì, onde poi fargliela dimenticare prima di tornare in patria.